# Dorcasina matthewsii
Dorcasina matthewsii är en skalbaggsart som först beskrevs av Leconte 1869.  Dorcasina matthewsii ingår i släktet Dorcasina och familjen långhorningar. Inga underarter finns listade i Catalogue of Life.